# Manko Kapak
Manko Kapak was een jeugdfeuilleton van de Belgische Radio en Televisie uit 1959.

## Plot
Manko Kapak was een van de eerste jeugdproducties van de Belgische Radio en Televisie (BRT). Het feuilleton verhaalt de confrontatie van de laatste Inca Atahualpa (Cyriel Van Gent) met de Spaanse conquistadores onder de leiding van Francisco Pizarro (Jan Matterne). Atahualpa is verwikkeld in een burgeroorlog met zijn broer Huáscar wanneer Pizarro in 1531 met een kleine invasiemacht landt in de buurt van Tumbez in het huidige Peru. Hun onenigheid zal de Incabroers zuur opbreken: eerst laat Atahualpa zijn broer vermoorden, vervolgens wordt hij zelf door de Spanjaarden wegens verraad en moord ter dood gebracht. De ondergang van het Incarijk is daarmee ingezet.

## Achtergronden bij de reeks
Zoals in de jaren 1950 gebruikelijk ontwikkelde de intrige van Manko Kapak zich traag. Atahualpa's jongere halfbroer Manko Kapak (Jan Gorissen) (de historische figuur Manco Cápac II, zie Cuzco) vertelt vele jaren na de instorting van het Incarijk de treurige geschiedenis aan zijn zoon Amaru (Jef Demedts). Zoals de meeste BRT-producties uit die tijd was het feuilleton meer schatplichtig aan het theater dan aan de film. Het werd volledig gedraaid in de studio en wel voornamelijk in een en hetzelfde decor, het paleis te Cajamarca. Regisseur was feuilletonmaker Bert Struys, de productie was in de handen van Rik Van den Abbeele. Manko Kapak was een van de eerste jeugdfeuilletons met de Vlaamse acteur Senne Rouffaer (Manko Kapak als jongeman), die vanaf 1964 bekend zou worden als Kapitein Zeppos.

## Andere uitingen
Zoals de meeste BRT-feuilletons uit de pionierstijd verscheen Manko Kapak ook in boekvorm. Het boek, dat anno 2023 antiquarische zeldzaamheidswaarde heeft, werd geschreven door Lo Vermeulen en Karel Jeuninckx en verscheen in 1957 bij Uitgeverij De Sikkel. 
In 1986-1987 bracht het gezelschap De Witte Kraai een theaterversie van Manko Kapak.